# 2014년 동계 올림픽 체코 선수단
2014년 동계 올림픽 체코의 올림픽 선수단은 러시아 소치에서 개최된 2014년 동계 올림픽에 참가한 올림픽 체코 선수단이다.

## 메달 집계

### 종목별 메달 수
| 종목           | 1 | 2 | 3 | 합계 |
| 바이애슬론     | 0 | 1 | 1 | 2    |
| 스피드스케이팅 | 0 | 1 | 0 | 1    |
| 합계           | 0 | 0 | 1 | 1    |

### 메달리스트
| 메달 | 이름                | 종목           | 세부 종목     | 날짜     |
| ---- | ------------------- | -------------- | ------------- | -------- |
|      | 마르티나 사블리코바 | 스피드스케이팅 | 여자 3000m    | 2월 9일  |
|      | 온드레이 모라베츠   | 바이애슬론     | 남자 스프린트 | 2월 10일 |
|      | 야로슬라프 수쿠프   | 바이애슬론     | 남자 스프린트 | 2월 8일  |